# Days (manga)
Days (デイズ?, Deizu, lett. "Giorni") è un manga spokon sul calcio, scritto e disegnato da Tsuyoshi Yasuda e serializzato sulla rivista Weekly Shōnen Magazine di Kōdansha dal 24 aprile 2013 al 30 gennaio 2021. Un adattamento anime, prodotto da MAPPA e acquistato in Italia da Dynit, è stato trasmesso in Giappone tra il 2 luglio e il 17 dicembre 2016.

## Trama
Tsukushi Tsukamoto è un ragazzo timido e impacciato che vive con sua madre disabile, è una matricola che frequenta la scuola superiore Seiseki nella prefettura di Tokyo. Praticamente non ha amici ma la sua vita cambia quando conosce Jin Kazama, eccentrico ed estroverso compagno di scuola, anche lui studente del primo anno, nonché promettente calciatore della squadra del Seiseki. I due fanno amicizia e Tsukamoto stando accanto a Kazama impara ad apprezzare il calcio al punto che decide di unirsi alla squadra del liceo benché Tsukamoto non abbia mai praticato questo sport con serietà. La squadra del Seiseki vanta calciatori di talento guidati dal capitano Hisahito Mizuki e dal vice-capitano Yūta Usui, inoltre ci sono altri giocatori come Atsushi Kimishita, Kiichi Ōshiba, Jiro Haibara e il portiere Susumu Inohara, oltre a Tsukamoto e Kazama, tra le matricole del club di calcio figurano anche Tetsuya Nitobe e il portiere Sho Nakijin.
Tsukamoto ha dovuto fare per molto tempo un intenso allenamento sulla corsa per adattare il suo fisico alla stanchezza in modo da allenarsi allo stesso ritmo dei propri compagni. Il Seiseki punta a qualificarsi per l'Interhigh cercando di superare le qualificazioni di Tokyo, la squadra vince con relativa facilità le prime partite compresa quella contro il liceo Ariake che usava un gioco falloso ma il Seiseki vince per 1-0 grazie alla rete di Mizuki, tuttavia si vede fronteggiare l'avversario più ostico, il liceo Sakuragi che vanta dei calciatori fortissimi come il capitano Kaoru Indo, Yosuke Nekotani, Sho Torikai e il realizzatore Shuuji Narukami, oltre al portiere Ruka Kondo. All'inizio il Seiseki si porta in vantaggio grazie alla rete di Mizuki ma Indo con il suo gol porta il risultato in parità e successivamente Shuuji segna la rete del 2-1 e il Sakuragi vince la partita, anche perché Tsukamoto pur tentando il pareggio calciando la palla ha finito col colpire il palo, perdendo la possibilità di accedere all'Interhigh.
Il Seiseki prende parte a un ritiro nella prefettura di Kagoshima giocando una sessione di partite amichevoli riuscendo a mostrare un buon gioco, durante il ritiro la loro avversaria più forte è stata la squadra del liceo Seikan della prefettura di Aomori dove giocano il capitano Genichirou Taira e l'attaccante Mayumi Himura. Kazama segna una doppietta tuttavia a causa di un infortunio esce dal campo venendo sostituito da Tsukamoto. Il Seikan rimonta e va addirittura in vantaggio, salvo poi essere recuperato dal gol di Mizuki; questa volta Tsukamoto riesce a farsi valere segnando il gol del 4-3 e facendo vincere la partita al Seiseki.
L'obiettivo del Seiseki è la quelificazione alla Winter Kokuritsu, la prefettura di Tokyo è l'unica che può schierare due squadre liceali, quindi le qualificazione di Tokyo sono divise in due gironi, alla Winter Kokuritsu giocano le vincitrici dei due rispettivi gironi, pertanto il Seiseki e il Sakuragi non si affronteranno dal momento che non sono state inserite nello stesso girone di qualificazione. Il Seiseki vince tutte le partite fino ad arrivare alla semifinale scontrandosi con la squadra del liceo Keiougawara guadata dal suo capitano, Yuji Maruoka. Quest'ultimo segna due reti ma il Seiseki vince per 3-2 grazie alla tripletta di Kimishita che ha segnato ben tre calci di punizione.
Il Sakuragi si qualifica per la Winter Kokuritsu vincendo il proprio girone mentre il Seiseki deve affrontare in finale la squadra del liceo Touin, la più forte di Tokyo dove militano il capitano Takumi Hoshina e l'attaccante Hayato Kaido. La partita tra le due squadre è molto combattuta, Kaido tira in porta ma Inohara respinge il tiro, tuttavia Takumi riesce a segnare in tap-in nonostante il tentativo di Mizuki di impedirlo. Kazama segna il gol del pareggio, Tsukamoto sarà determinante quando commette fallo su Kaido impedendogli così di realizzare la rete che avrebbe portato il Touin alla vittoria, infatti anche se ciò ha permesso agli avversari di ottenere un rigore Inohara para la palla calciata da Takumi dal dischetto, infine Mizuki segna il gol del 2-1 e il Seiseki vince il proprio girone qualificandosi per la Winter Kokuritsu.
Durante il torneo la prima partita del Seiseki è contro il Yuigahama della prefettura di Kanagawa, sia Haibara che Ōshiba segnano un gol mentre Kazama è autore di una doppietta, vincendo per 4-0. L'avversario successivo è più ostico, la squadra del liceo Ichiboshi della prefettura di Nagasaki dove gioca il capitano Taichi Oku, oltre a Miran Aiba e Keito Niiro. Ōshiba apre le marcature, ma Aiba riesce a pareggiare con un tiro dalla corta distanza. Inohara sbatte violentemente contro il palo per fermare il tiro di testa di Oku, viene dunque sostituito da Nakajin, il Seiseki si riporta in vantaggio con la rete di Kimishita, però Aiba con un colpo di testa indirizza la palla verso Niiro e rimbalzando sul suo corpo finisce in rete pareggiando nuovamente. Mizuki con il suo gol riporta il Seiseki in vantaggio, Nakajin uscendo di porta riesce a rubare palla ad Aiba impedendogli di pareggiare, infine il Seiseki vince con Usui che segna il gol del 4-2 accedendo agli ottavi di finale.
Nella partita successiva il Seiseki deve affrontare la squadra del liceo Ryouzan della prefettura di Nara, vincitrice dell'Interhigh, dove giocano tre calciatori della Top 10 del Giappone, ovvero il capitano Kazuhito Katō e l'attaccante Ryōsuke Ikariya (entrambi membri della nazionale giovanile) oltre al difensore Marco Takagi, inoltre la squadra vanta il fortissimo portiere Kō Nakano. Quest'ultimo grazie alle sue parate fa in modo che il Ryouzan non subisca nemmeno un gol nel primo tempo, Ikariya segna con un pallonetto dalla lunga distanza, successivamente Ikariya tira in porta ma Inohara esegue una buona parata, tuttavia Ikariya calcia la palla subito dopo segnando un altro gol, infine Katō passa la palla a Ikariya che segna la sua terza rete. Tsukamoto, che all'inizio era in panchina, entra nel secondo tempo, il suo ingresso cambia gli equilibri in campo, Tsukamoto serve un assist a Mizuki che segna un gol dando inizio alla rimonta, Nitobe esegue un tiro che Takagi riesce a respingere ma Mizuki segna con un tiro di prima intenzione, Tsukamoto tira in porta ma colpisce la traversa, tuttavia Mizuki con un tiro di testa segna il gol del pareggio. Mizuki si lancia in attacco ma a causa della pressante marcatura di Takagi e Katō perde palla, Nakano esce di porta per intercettare la sfera ma Tsukamoto lo anticipa e passa la palla a Kazama che con un tiro a porta vuota segna il gol del 4-3 vincendo.
Nei quarti di finale il Seiseki batte per 2-0 la squadra del liceo Otowa della prefettura di Shizuoka, mentre il Sakuragi affronta il Seikan. Per via di una disattenzione di Kondo il Seikan si porta in vantaggio con un gol di Taira, poi Himura con una rete raddoppia. Indo segna un gol e poi Nekotani con la sua rete porta il risultato in pareggio, Kondo batte Taira in un uno-contro-uno impedendo a quest'ultimo di segnare infine Indo riesce a insaccare la rete del 3-2 vincendo. Le ultime partite del campionato si tengono al Saitama Stadium, il Seiseki affronta nella semifinale il Sakuragi, Tsukamoto segna con un tiro di testa, Torikai passa la palla a Shuuji che con un gol pareggia, poi Indo serve un assist vincente a Shuuji il quale con la sua rete porta il Sakuragi in vantaggio. Mizuki segna un gol pareggiando, infine Kazama passa la palla a Tsukamoto che segna la rete del 3-2 vincendo il match.
Il Seiseki nella finale affronta la rappresentante della prefettura di Okinawa riuscendo a vincere la Winter Kokuritsu, infatti batte la squadra del liceo Okinawa Chuo con un distacco di quattro reti con Tsukamoto che segna il gol del definitivo 5-1.

## Personaggi

### Liceo Seiseki

Tsukushi Tsukamoto e Jin Kazama nell'anime

Tsukushi Tsukamoto (柄本 つくし?, Tsukamoto Tsukushi)
Doppiato da: Takuto Yoshinaga
Si è unito al liceo Seiseki nella prefettura di Tokyo come studente del primo anno dopo aver superato i test di ammissione, ragazzo di bassa statura, praticamente non ha amici, per lui è difficile legare con le persone, il padre è morto in un incidente stradale mentre sua madre è costretta a vivere su una sedia a rotelle. Si unisce al club di calcio della scuola, anche se aveva praticato il calcio alle medie come portiere vi si era dedicato con poca partecipazione, per puro caso inizia ad appassionarsi a questo sport con vero entusiasmo, benché egli sia praticamente il giocatore meno talentuoso della squadra, ciò è dovuto alla sua quasi totale mancanza di esperienza. All'inizio non era nemmeno capace di sostenere gli allenamenti per colpa della sua poca resistenza, infatti nei primi tempi si è allenato nella corsa. In breve, benché non conoscesse le nozioni del calcio, diventa un attaccante capace. Il calcio ha rappresentato per Tsukamoto la possibilità di avere finalmente degli amici. Persona timida, educata e sottomessa, ringrazia sempre, anche quando viene insultato, tuttavia questo aspetto del suo carattere non è necessariamente da associare al servilismo, semplicemente sua madre lo ha educato a preferire la gentilezza all'orgoglio. Il modo in cui sostiene gli allenamenti, con impegno e umiltà, è il motivo che ha spinto i suoi compagni a stimarlo.
Jin Kazama (風間 陣?, Kazama Jin)
Doppiato da: Yoshitsugu Matsuoka
Studente del primo anno, alto 172 cm, è stato il primo amico di Tsukamoto quando egli si iscrive al liceo, è stato lui a convertirlo al calcio dopo aver giocato con Tsukamoto una partita a futsal. Conosciuto nell'ambiente calcistico per la sua personalità eccentrica, è molto forte, tanto da riuscire a sostenere una rissa uscendo vincitore, è molto protettivo con Tsukamoto, che col tempo arriva a reputare il suo migliore amico. Benché sia solo una matricola, diventa subito un titolare è un attaccante di gran valore con una tecnica di gioco versatile. I suoi genitori hanno divorziato, la sorella vive con la madre mentre Kazama vive con i nonni paterni. A scuola prende ottimi voti.
Hisahito Mizuki (水樹 寿人?, Mizuki Hisahito)
Doppiato da: Daisuke Namikawa
È il capitano della squadra, ha ottenuto il titolo mentre era reduce da un infortunio, studente del terzo anno, alto 176 cm, ritenuto il calciatore più forte di Tokyo, benché come lui stesso ha ammesso, durante il suo primo anno di liceo era persino meno capace di Tsukamoto. Quando quest'ultimo si è unito alla squadra, Mizuki è stato di gran sostegno per lui durante gli allenamenti, proprio Mizuki lo ha aiutato a mettere le basi per la tecnica di tiro, che a suo dire deve essere impostata non tanto sul talento ma sulla grinta. Ha quasi sempre un'espressione austera (benché spesso si comporti anche in maniera ridicola) ma come viene notato da Tsukamoto, quando gioca con il pallone inevitabilmente diventa più felice. Finite le scuole intende passare al professionismo, tanto che ha già un contratto che lo attende con il Kashiwa Reysol.
Yūta Usui (臼井 雄太?, Usui Yūta)
Doppiato da: Takahiro Sakurai
È il vice-capitano della squadra, gioca come difensore, studente del terzo anno, alto 175 cm. È stato lui a proporre Mizuki come capitano, è un ragazzo affabile, rappresenta un punto di riferimento per i suoi compagni. Per lui i sempai e le matricole devono saper affrontare il calcio in due modi differenti: ritiene infatti che gli studenti anziani abbiano il dovere di essere di sostegno alla squadra, al contrario invece è della convinzione che le matricole devono invece essere egoisti in modo da migliorare la loro forza individuale, lui stesso infatti era meno apprensivo con i suoi compagni nei primi tempi, solo quando è diventato uno studente anziano ha imparato a essere più di supporto per la squadra.
Kiichi Ōshiba (大柴 喜一?, Ōshiba Kiichi)
Doppiato da: Mamoru Miyano
Studente del secondo anno, alto 191 cm (è il giocatore più alto della squadra). È ritenuto l'attaccante più forte del Seiseki insieme a Kazama e Mizuki, benché quest'ultimo sia reputato il calciatore più forte di Tokyo, Usui in termini di talento puro, è della convinzione che comunque sia Ōshiba il giocatore più forte del Seiseki. All'inizio quando Tsukamoto era una riserva, entrava in campo solo per sostituire Ōshiba. In una gag ricorrente, Ōshiba è solito colpire Tsukamoto con una testata. I suoi genitori sono dei dottori, la loro è una famiglia abbiente.
Atsushi Kimishita (君下 敦?, Kimishita Atsushi)
Doppiato da: Daisuke Ono
Studente del secondo anno, alto 173 cm. Lui e Ōshiba litigano in continuazione, i due tra l'altro vengono da due estrazioni sociali completamente diverse: la famiglia di Ōshiba è molto benestante mentre la famiglia di Kimishita gestisce un modesto negozio di abbigliamento sportivo, dove lui vi lavora. È sempre intimidatorio con le matricola della squadra. Una delle sue specialità è quella di insaccare la rete con i suoi calci di punizione.
Jiro Haibara (灰原 二郎?, Haibara Jiro)
Doppiato da: Hiro Shimono
Studente del terzo anno, proprio come Tsukamoto è basso di statura (159 cm) in alcune occasioni con quest'ultimo arriva a essere un po' violento. Si è dimostrato una buona guida per istruire e impartire ordini ai suoi compagni più giovani. Ha ottenuto la promozione a titolare solo nell'ultimo anno di liceo. Gioca nel ruolo di difensore, per abitudine guarda i video delle partite almeno tre volte. Gli piace giocare a Uno.
Hiroyuki Kurusu (来須 浩之?, Kurusu Hiroyuki)
Doppiato da: Hiroyuki Yoshino
Studente del primo anno, quando Tsukamoto si unisce alla squadra Kurusu è quello che più tra tutti si è opposto al suo ingresso al club di calcio data la sua mancanza di esperienza, cambia velocemente idea vedendo l'impegno che Tsukamoto mette negli allenamenti. La sua vita è stata condizionata dalla figura del nonno, un uomo triste che sul versante lavorativo ha solo collezionato fallimenti, questo ha spinto Kurusu a perseverare nei propri obiettivi cercando di inseguire ciò che più lo appassiona con impegno e dedizione.
Hideki Sato (佐藤 秀樹?, Satō Hideki)
Doppiato da: Shohei Komatsu
Studente del secondo anno, gioca nella posizione di centrocampista difensivo, rispetto a Usui il gioco in difesa di Sato è meno predominante, tuttavia è un buon giocatore, la sua tattica consiste nel correre liberamente in modo da coprire al meglio la zona difensiva. Ha sempre un'espressione scocciata e infastidita, è una persona meticolosa e a tratti piuttosto polemica, non gli piaciono i comportamenti superficiali. Come più volte viene sottolineato, è la tipica persona che passa inosservata.
Tetsuya Nitobe (新戸部 哲也?, Nitobe Tetsuya)
Doppiato da: Kaito Ishikawa
Studente del primo anno, lui e Kurusu sono buoni amici, infatti anche prima di iscriversi entrambi al Seiseki frequentavano la stessa scuola media. Da una parte stima Tsukamoto ma prova un po' di invidia nei suoi confronti dato che quest'ultimo è riuscito a trovare spazio tra i titolari più velocemente di lui. Nitobe è un ragazzo orgoglioso ma anche insicuro. Come afferma Haibara, la sua prestanza fisica è la qualità migliore su cui Nitobe può contare.
Takanobu Hayase (速瀬 隆伸?, Hayase Takanobu)
Doppiato da: Daiki Hamano
Studente del terzo anno, gioca come difensore, tuttavia in assenza di Mizuki può anche ricoprire il ruolo di attaccante, prova nei confronti di quest'ultimo molta ammirazione, tra l'altro come afferma Mizuki tra tutti i giocatori del Seiseki, Hayase è quello più abile nell'eseguire il dribbling. È un ragazzo competitivo e determinato.
Mitsuru Kokubo (小久保満?, Kokubo Mitsuru)
Studente del terzo anno, alto 174 cm, la sua tecnica di gioco è molto diversa da quella di Hayase, quest'ultimo usa soprattutto la velocità, mentre Kokubo preferisce usare le finte in modo da creare spazio tra lui e il suo avversario. Lui stesso ammette che gli piace giocare quando è nel pieno delle sue energie in modo da poter correre a pieno ritmo.
Eita Suzuki (鈴木 栄太?, Suzuki Eita)
Doppiato da: Junta Terashima
Gioca come difensore centrale, tra tutti i giocatori della squadra pare l'unico a non condividere l'idea per il quale il Seiseki debba affidarsi solo a Mizuki, Kazama e Ōshiba nelle azioni offensive, infatti Suzuki ritiene che uno schema di gioco troppo statico non dà buoni risultati, lui predilige infatti strategie più variegate.
Susumu Inohara (猪原 進?, Inohara Susumu)
Doppiato da: Hiroki Yasumoto
È il portiere della squadra, si è trasferito dalla prefettura di Shizuoka, studente del terzo anno, alto 187 cm. È un ragazzo simpatico e gentile, era tra i principali candidati al ruolo di vice-capitano ma poi è stato assegnato a Usui quando quest'ultimo suggerì di affidare a Mizuki la fascia di capitano. È un portiere di grandi capacità addirittura in più di un'occasione è riuscito a impedire ai suoi avversari di trasformare dei rigori.
Sho Nakijin (今帰仁 翔?, Nakijin Sho)
Doppiato da: Toshiyuki Toyonaga
Studente del primo anno, è il portiere di riserva della squadra, al pari di Tsukamoto e Kazama anche lui benché sia solo una matricola, ha avuto modo di mettere in mostra il suo talento tra i titolari, specialmente durante il campionato nazionale, dove ha sostituito degnamente Inohara in alcune partite, benché quest'ultimo sia un ottimo portiere, il fattore che distingue Nakiji da lui è che egli è un talento naturale.
Junpei Kasahara (笠原 淳平?, Kasahara Junpei)
Doppiato da: Genki Muro
Studente del terzo anno, è un attaccante, pur impegnandosi molto (tanto da allenarsi con costanza e studiando con attenzione i video delle partite) è solo una riserva, nel suo ultimo anno sperava di diventare titolare, ma a ottenere tale posizione è stato Tsukamoto. Lascia la scuola e il club di calcio per trasferirsi in un altro istituto in modo da accudire sua nonna.
Chikako Ubukata (生方 千加子?, Ubukata Chikako)
Doppiata da: Mariya Ise
È la manager della squadra, studentessa del primo anno, quando conosce Tsukamoto all'inizio non aveva di lui una grande opinione, oltre al fatto che non lo trovava per nulla affascinante era infastidita dal fatto che lui si impegnasse con tenacia negli allenamenti a dispetto del fatto che non avesse talento, ma poi sono proprio l'impegno e l'assiduità del ragazzo che la spingono a cambiare idea su di lui. È in parte affascinata dalla genuina bontà d'animo del ragazzo, infatti è implicito che provi dei sentimenti per Tsukamoto.
Katsutoshi Kanazawa (中澤 勝利?, Kanazawa Katsutoshi)
Doppiato da: Katsuyuki Konishi
È l'allenatore della squadra, è una persona tranquilla, come viene sottolineato da Tsukamaoto solo in vista di partite importanti manifesta un atteggiamento più serio. Nel periodo in cui Kazama frequentava le scuole medie, è stato proprio Kanazawa a convincerlo a iscriversi al liceo Seiseki.
Sayuri Tachibana (橘 小百合?, Tachibana Sayuri)
Doppiata da: Ayane Sakura
Studentessa del liceo Seiseki e cara amica di Tsukamoto, sono molto affezionati l'uno all'altra, in effetti prima che egli si iscrivesse al clun di calcio della scuola, praticamente Tachibana era la sua sola amica, è una persona  dal carattere gentile, tra l'altro va anche d'accordo con la madre di Tsukamoto.

### Altri licei

#### Liceo Seikan
Genichirou Taira (平 源一郎?, Taira Genichirō)
Doppiato da: Yuusuke Kobayashi
È il capitano della squadra di calcio del liceo Seikan della prefettura di Aomori, rispetta molto Mizuki ritenendo addirittura che se loro due giocassero insieme, Taira sarebbe in grado di aiutare Mizuki a esprimere pienamente il suo potenziale come attaccante. Riscuote successo con le ragazze, i suoi compagni di squadra lo apprezzano, tende a essere piuttosto sfrontato, tanto che preferisce giocare imponendo le proprie condizioni, al punto da contestare anche le decisioni del proprio allenatore quando lo ritiene opportuno. Condizionato all'inizio da un fisico esile, ha dovuto allenarsi molto per rafforzarlo in modo da usare al meglio il proprio dribbling come arma per manipolare il gioco e alzare il ritmo dei propri compagni in attacco.
Mayumi Himura (火村 まゆみ?, Himura Mayumi)
Doppiato da: Ken'ichirō Ōhashi
Benché sia solo una matricola è comunque un titolare nonché l'attaccante di punta della squadra, Taira lo ritiene l'unico in squadra capace di giocare bene come finalizzatore, tra i calciatori dei campionati liceali del primo anno, Himura è uno dei pochi che è sullo stesso livello di Kazama. Quando segna ama celebrare il suo successo levandosi la maglietta, cosa che più volte gli costa un'ammonizione.
Motonori Higuchi (樋口 元典?, Higuchi Motonori)
Doppiato da: Kousuke Takaguchi
Tende a provocare il suo avversario diretto (come ha fatto con Ōshiba durante una partita amichevole) ma lo fa solo perché lo ritiene strategicamente vantaggioso, infatti a dispetto delle apparenze Higuchi è un ragazzo serio e deciso. Abile nel fare pressing. Ha una buona considerazione di Himura, lo ritiene un ottimo attaccante.
Satake (佐竹?, Satake)
È uno dei difensori più forti della squadra, il suo gioco difensivo si basa prevalentemente nel contribuire a marcare in gruppo il giocatore avversario che ha il possesso palla, Taira conta su di lui principalemte sul dominare il gioco sullo scontro aereo.
Hiiragi (柊?, Hiiragi)
È uno dei difensori migliori della squadra, infatti Hiiragi, Himura e Satake rappresentano la linea difensiva del Seikan, ciò che li rende temibili è il fatto che tutti è tre vantano un'altezza che si aggira sui 180 cm. È un giocatore che può contare su un buon atletismo.

#### Liceo Keiougawara
Yuji Maruoka (丸岡 勇二?, Maruoka Yūji)
Doppiato da: Takayuki Kondou
È il capitano della squadra del liceo Keiougawara, è tra le meno affermate di Tokyo, Maruoka è inoltre il fondatore del club di calcio del suo istituto, oltre a essere il capitano è praticamente il giocatore più forte della squadra. Benché possa apparire come una persona un po' frivola, è un ragazzo carismatico che sa come guidare il gruppo.
Takafumi Kai (甲斐 貴文?, Kai Takafumi)
Doppiato da: Shunya Hiruma
Lui e Maruoka sono legati da una buona amicizia, praticamente la forza offensiva del Keiougawara si focalizza su loro due, tanto che Kai e Maruoka si sono persino posizionati tra i migliori otto attaccanti della prefettura di Tokyo. Kai ritiene che un buon giocatore debba prestarsi sia in attacco che in difesa.
Ryu Yoshida (吉田 凌?, Yoshida Ryu)
Gioca nella posizione di difensore, è una persona con un carattere deciso e anche autoritario, all'occorrenza non esita e essere severo anche nei confronti di Maruoka benché quest'ultimo sia il suo capitano. Yoshida e Yamada preferiscono gestire personalmente la difesa, in modo che Kai e Maruoka possano sfruttare pienamente la loro forza in attacco.
Yamada (山田?, Yamada)
Ricopre la posizione di difensore, Yamada e Yoshida sono i difensori più valenti del Keiougawara, è un ragazzo orgoglioso, per lui è indispensabile che tra i giocatori debba esserci fiducia gli uni verso gli altri. Yamada, insieme a Yoshida, è stato tra i primi giocatori che Kai e Maruoka hanno reclutato in squadra quando hanno fondato il club di calcio.

#### Liceo Otowa
Asaichi Sunayama (砂山 朝?, Sunayama Asaichi)
È il capitano della squadra di calcio del liceo Otawa della prefettura di Shizuoka, è una persona gentile ed educata anche se la sua personalità fa trasparire una leggera vena di arroganza. Ritenuto il portiere più forte del Giappone, Inohara ancor prima di iscriversi al Seiseki seguiva con attenzione la sua carriera, gioca nella nazionale del Giappone Under-18, secondo Kazama ciò che rende eccezionale la tecnica di Sunayama è il modo in cui evita azioni inutili usando un gioco basato sia sulla compostezza che sulla rapidità.
Motoyama (本山町?, Motoyama)
È uno dei giocatori più forti della squadra, è un ragazzo grintoso che gioca con impegno, tuttavia è ben consapevole di non essere un campione al pari del suo capitano Sunayama. Molto abile nel dribblaggio, è in grado di superare più avversari di seguito. È notorio che è abile nei calci di punizione tanto da averne messi a segno persino tre durante le qualificazioni della propria prefettura.
Minami (美波?, Minami)
È un difensore, usa un gioco piuttosto aggressivo. È una persona simpatica, gli piacciono le belle donne, tanto che uno dei motivi per cui è appassionato di calcio è perché i calciatori professionisti spesso frequentano delle modelle. È un fan di Satomi Ishihara.

#### Liceo Yuigahama
Masashi Taniguchi (谷口 雅士?, Taniguchi Masashi)
È il capitano della squadra di calcio del liceo Yuigahama della prefettura di Kanagawa, ragazzo estremamente gentile, educato e ottimista, anche nelle situazioni più difficili non si perde mai d'animo cercando di essere sempre di sostegno ai suoi compagni, uno dei motivi per cui si comporta con umiltà è perché ha avuto poche occasioni di distinguersi a livello nazionale. È mancino.
Yooto Kido (木戸 悠斗?, Kido Yuuto)
Gioca nella posizione di centrocampista, è una persona rabbiosa ma in fondo è un bravo ragazzo, caratterialmente è molto diverso dal suo capitano Tanigichi, lui infatti preferisce spronare i suoi compagni usando un atteggiamento più irruento, non manca di arrabbiarsi quando i suoi compagni commettono degli errori. Sul volto ha sempre un'espressione arrabbiata.
Taiga Matsumoto (松本 大河?, Matsumoto Taiga)
È un difensore, lui e Kazama erano compagni di scuola alle medie, Matsumoto ha sempre provato astio contro Kazama sia per via dell'atteggiamento irriverente che quest'ultimo aveva nei suoi riguardi che per l'invidia dovuta al talento calcistico di Kazama. È un persona orgogliosa con un temperamento aggressivo.

#### Liceo Ichiboshi
Taichi Oku (奥 太一?, Oku Taichi)
È il capitano della squadra di calcio del liceo Ichiboshi, della prefettura di Nagasaki, studente del terzo anno, è un ragazzo con un corpo imponente (190 cm per 90 kg) forte sia nel salto che nella corsa, possiede una grande forza fisica, tanto che viene paragonato a un wrestler. È un po' severo con i suoi compagni, tuttavia è una persona modesta.
Miran Aiba (相庭 未蘭?, Aiba Miran)
Studente del secondo anno, è il calciatore più forte della squadra, è molto famoso nell'ambiente calcistico liceale giapponese, pratica il calcio fin dalle scuole elementari, addirittura in quel periodo arrivò a segnare 100 gol. Prima di iscriversi all'Ichiboshi fece un allenamento con la loro squadra di calcio riuscendo già a quel tempo a giocare a parità di livello con gli studenti più anziani. Possiede un grande spirito combattivo, secondo Oku ciò che più lo differenzia dal resto dei suoi compagni è che diversamente da loro lui è più ambizioso.
Keito Niiro (新納 啓人?, Niiro Keito)
Studente del primo anno, vede in Kazama un acerrimo rivale dal momento che entrambi sono tra gli studenti del primo anno che maggiormente si sono distinti a livello nazionale, infatti vuole dimostrare la sua superiorità contro di lui. Pur essendo un buon giocatore, a volte commette degli sbagli venendo rimproverato dai suoi compagni.
Kazuma Chinen (知念 一馬?, Chinen Kazuma)
Studente del secondo anno, sul viso ha sempre un sorriso compiaciuto, è un ragazzo un po' arrogante e meschino, tuttavia gioca con perseveranza e dedizione anche quando il gioco diventa difficile. È abile nel giostrare con la palla. Ha un rapporto un po' conflittuale con Aiba.
Shikibu Kamimura (神村 式部?, Kamimura Shikibu)
Studente del terzo anno, è un ragazzo con dei modi abbastanza gentili benché non si astenga dall'essere un po' provocativo con i suoi avversari. È capace di marcare bene anche avversari fisicamente più forti lui grazie alle sue capacità di posizionamenti e alla sua buona lettura difensiva.
Yutaka Nambu (南部 豊?, Nambu Yutaka)
È l'allenatore della squadra, ha assunto questo incarico da cinque anni. Sorride quasi sempre, è di un anno più giovane rispetto a Kanazawa, quest'ultimo non lo sopporta. Benché la squadra fosse sempre stata tra le più forti di Nagasaki, è stato l'arrivo di Nambu a rivoluzionarla, avendola trasformata in una squadra di livello nazionale.

#### Liceo Touin
Takumi Hoshina (保科 拓己?, Hoshina Takumi)
Doppiato da: Yūichi Nakamura
È il capitano della squadra di calcio del liceo Touin, benché la sua squadra sia rinomata per essere la più forte della prefettura di Tokyo, Hoshina non è affatto una persona arrogante, infatti è un ragazzo serio ed educato, caratterialmente molto simile a Mizuki, benché Hoshina probabilmente è un po' più maturo. Non bada molto alla forza delle squadre avversarie, per lui infatti ogni partita va affrontata con costanza e serietà. Tra lui e Ubukata si viene a creare un rapporto di stima e cordialità.
Shizuka Ura (浦静香?, Ura Shizuka)
Doppiato da: Shunsuke Takeuchi
Gioca come difensore, la sua tecnica in difesa si basa su un gioco focalizzato sulla pazienza e sulla persistenza, pur essendo un ottimo giocatore, quando praticava il calcio alle scuole medie non era molto forte, per raggiungere il suo attuale livello ha dovuto allenarsi con insistenza e solerzia.
Hayato Kaido (海道 隼人?, Kaidō Hayato)
Studente del terzo anno, ritenuto dai suoi compagni l'attaccante più forte della squadra, affronta il gioco con un atteggiamento spensierato, gioca al fianco di Hoshina e Ura da sei anni, da quando tutti e tre frequentavano le medie, ciò che desidera è diventare un medico sportivo.
Kamata (鎌田?, Kamata)
Calciatore che solo da poco ha ottenuto la posizione di titolare in squadra, gli ci sono volute poche partite per mettersi in mostra, infatti benché non sia alto oltre al fatto che non ha molta flessibilità nei movimenti, stando a quanto dice Ubukata quando prende il possesso palla diventa pericoloso.
Mitsukuni (光国 幸昌?, Mitsukuni)
Studente del primo, i suoi compagni di squadra provano un po' di antipatia per lui dato che, pur essendo una matricola, manifesta un atteggiamento piuttosto supponente e poco rispettoso nei riguardi dei suoi compagni, tuttavia sembra che per lo meno abbia un buon rapporto con Kaido. È una riserva.
Atomu Isurugi (石動 亜土夢?, Isurugi Atomu)
Doppiato da: Ryōta Ōsaka
È il portiere della squadra, caratterialmente è molto diverso da Ura e Hoshina dal momento che, al contrario di loro, si entusiasma con facilità. Qualche volta durante il gioco gli piace uscire di porta e contribuire in mezzo al campo insieme agli altri, infatti era un giocatore da campo prima di diventare un portiere, e anche allora era ritenuto un ottimo calciatore, secondo Kaido si comporta così perché sente la mancanza di quando giocava in corsa. Ha dovuto allenarsi per 6 mesi in modo da riconvertire il suo gioco e diventare un portiere.

#### Liceo Ryouzan
Kazuhito Katō (加藤 一彦?, Katō Kazuhiko)
È il capitano della squadra di calcio del liceo Ryouzan della prefettura di Nara, ritenuta la più forte del Giappone, Katō è considerato il calciatore più forte del paese. Mostra sempre un sorriso compiaciuto, persona simpatica seppur piuttosto eccentrica, a volte quando pronuncia le parole tende ad allungarne le vocali. Fortissimo in fase di passaggio, inoltre per merito della sua resistenza (che pare quasi illimitata) riesce a esercitare la sua marcatura su tutto il campo. Lui e Sunayama hanno militato insieme nella nazionale giovanile.
Ryōsuke Ikariya (碇屋 良介?, Ikariya Ryōsuke)
È l'attaccante migliore della squadra, ha un carattere decisamente arcigno e ribelle, lui e Katō si conoscono fin da bambini, loro due sono i giocatori più forti della squadra, tuttavia come afferma Katō ciò che li differenzia è il fatto che Ikariya al contrario di lui è un prodigio del calcio. Gioca nella nazionale giovanile, è ritenuto l'orgoglio del calcio giovanile giapponese, infatti ha già esperienza calcistica a livello continentale.
Marco Takagi (高木 マルコ?, Takagi Marco)
È ritenuto il terzino più forte di tutto il Giappone, fisicamente imponente (188 cm per 78 kg) lui stesso afferma che tra tutti gli avversari che ha affrontato nei campionati liceali, Ōshiba è l'unico che lo ha superato in altezza. La sua velocità eguaglia quella di Mizuki. Lui e Ikariya non si sopportano, a volte arrivano anche a diventare violenti. Takagi è l'unico giocatore della squadra, oltre a Ikariya e Katō, che rientra nella Top 10 dei calciatori liceali del Giappone.
Sensō Shimura (志村 千槽?, Shimura Sensō)
È un difensore, è riuscito a diventare un titolare già come studente del primo anno. Gioca in difesa principalmente perché è il ruolo per cui è più portato sebbene in principio non fosse stato facile per lui accettare che non era predisposto per una posizione offensiva. Il suo gioco in difesa si basa soprattutto sulla sua velocità di reazione.
Daichi Nagasaku (長作 大地?, Nagasaku Daichi)
Gioca come attaccante, anche se mostra un sorriso gentile, manifesta un atteggiamento decisamente irriguardoso nei confronti degli avversari. Contrariamente a Ikariya lui ha accolto abbastanza positivamente l'ingresso in squadra di Akiko come nuova allenatrice riconoscendo le sue buone qualità come guida.
Kō Nakano (中野攻?, Nakano Kō)
È il portiere della squadra, è talmente forte che in media non concede più di due gol a partita alla squadra avversaria, si distingue non solo per la bravura ma anche per il senso di sicurezza che trasmette quando difende la porta. Lui stesso ammette che ciò che lo diverte è quando durante il match la tensione diventa più alta.
Akiko Minakuchi (水口 明子?, Minakuchi Akiko)
È l'allenatrice della squadra, insegna algebra nel liceo Ryouzan, sua madre è deceduta mentre suo padre allenava la squadra del liceo prima di lei. Per principio considera gli uomini degli incapaci. Akiko odiava il calcio da bambina dal momento che il padre, ossessionato da questo sport, non le prestava molte attenzioni, il loro è un rapporto piuttosto teso. Akiko subentrata al posto del genitore dal momento che il padre per via delle sue brutte condizioni di salute non poteva più continuare a portare avanti il proprio incarico. È un'ammiratrice di Masaharu Fukuyama.

#### Liceo Sakuragi
Kaoru Indo (犬童 かおる?, Inudō Kaoru)
Doppiato da: Tomokazu Seki
È il capitano della squadra di calcio del liceo Sakuragi, una delle più forti di Tokyo, si è trasferito dalla prefettura di Hokkaidō, tra i suoi rivali più accaniti ci sono Mizuki e Taira. Giocatore che possiede forza, tecnica e velocità, è una persona simpatica e socievole, tanto che, benché Tsukamoto sia un suo avversario, al loro primo incontro ha preferito usare con lui un approccio amichevole, al contrario quando lui e Mizuki si incontrano, tutte le volte finiscono col guardarsi vicendevolmente in maniera minacciosa. È una persona piuttosto infantile, tanto che spesso arriva a bisticciare con i propri compagni.
Shuuji Narukami (成神 蹴冶?, Narukami Shuuji)
Doppiato da: Natsuki Hanae
Ai tempi in cui frequentava le scuole medie aderì al club di calcio ma solo come manager dato che non riusciva a gestire il proprio nervosismo, una volta iscritto al liceo Sakuragi si afferma invice come l'attaccante più forte della squadra, nonché il miglior marcatore della prefettura di Tokyo, proprio come Tsukamoto anche Shuuji è un ragazzo di bassa statura, ma è l'unica cosa che hanno in comune, per il resto sia per carattere che per stile di gioco loro due sono completamente diversi: Shuuji è un calciatore molto talentuoso è gioca principalmente per mettere in evidenza le sue qualità di accentratista. I suoi compagni faticano a contenere la sua esuberanza. La sua famiglia gestisce un tempio.
Yosuke Nekotani (猫谷洋介?, Nekotani Yōsuke)
Doppiato da: Yū Hayashi
È uno dei giocatori più forti della squadra ma ci ha impiegato molto ad emergere, specialmente se paragonato a Shuuji, un parallelismo tra Nekotani e Tsukamoto è che entrambi hanno iniziato a praticare il calcio con serietà solo una volta iscritti alle scuole superiori. Ha due ciuffi di capelli che somigliano a delle corna.
Sho Torikai (鳥海翔?, Torikai Shō)
Doppiato da: Wataru Urata
È un difensore, come giocatore riesce a portare bene equilibrio in campo, è animato dalla propria grinta, ed è una persona con spirito di sacrificio. Non sopporta i comportamenti infantili dei suoi compagni di squadra, probabilmente è quello che più tra tutti che mal sopporta l'atteggiamento puerile di Indo.
Taro Kisaragi (如月太郎?, Kisaragi Tarō)
Doppiato da: Ryuichi Kijima
È il difensore più forte della squadra, nell'ambiente calcistico liceale gode di una buona fama, ciò che fa di Kisaragi un ottimo difensore è il modo in cui riesce a combinare la sua rapidità e la forza del suo corpo, persino Taira lo ritiene uno dei pochi difensori capaci di metterlo in seria difficoltà.
Jojiro Kurashina (倉科城二郎?, Kurashina Jojirō)
È un terzino, è una persona gentile, quando lo ritiene necessario è pronto ad assumersi la responsabilità di gestire personalmente lo schema difensivo della squadra in modo da consentire a Kisaragi e Torikai di avanzare così da incrementare la forza a centrocampo.
Eito Kameyama (亀山 栄人?, Kameyama Eito)
È una riserva, col tempo però riesce a ottenere la promozione a titolare, è abile nel dribbling, è un ragazzo deciso che parla con franchezza, anche a costo di sembrare poco rispettoso nei confronti dei suoi compagni più anziani, Shuuji prova per lui un po' di antipatia.
Hayato Serizawa (芹沢 隼人?, Serizawa Hayato)
È insieme a Kameyama uno dei giocatori del primo anno che è riuscito a conquistarsi una posizione nella formazione della squadra, è una persona con un carattere modesto, la sua specialità sono i cross. Ha la tendeza a usare delle analogie insolite e poco chiare.
Yu Arima (有馬優?, Arima Yū)
Gioca nella posizione di difensore centrale, forte nel limitare i movimenti degli attaccanti avversari usando un gioco costante, infatti una delle ragioni che rende la difesa del Sakuragi così ostica è la buona combinazione di gioco di Arima e Kisaragi.
Noboru Saruhashi (橋番登?, Saruhashi Noboru)
È una delle riserve della squadra, una cosa che lo accomuna a Nekotani è che, proprio come lui, è una persona laboriosa dedita a impegnarsi, tanto che nei suoi tre anni di liceo non ha mai saltato un allenamento con il club di calcio, tuttavia è un calciatore senza talento.
Ruka Kondo (近藤留夏?, Kondo Ruka)
Doppiato da: Eiji Takeuchi
È il portiere della squadra, spesso va in giro indossando delle camicie sbottonate, pur essendo un buon giocatore, tende a essere un po' sbadato, inoltre si arrabbia facilmente. Quando Kondo è davanti al suo avversario invece che proteggere la porta preferisce rubare la palla facendo lui la prima mossa in modo da far perdere il ritmo al proprio rivale. Kondo e Inohara sono considerati i migliori portieri di Tokyo.
Ooshio (大塩?, Ōshio)
Doppiato da: Makoto Yasumura
È l'allenatore della squadra, è uno studente universitario, persona decisamente gentile, educato e paziente, tiene molto l'incolumità dei suoi giocatori, infatti è sempre apprensivo nei loro riguardi. Una cosa che lo rende diverso da altri allenatori come Akiko e Nambu è che lui è non presuntuoso.

### Altri personaggi
Eiji (栄二?, Eiji)
È un amico di Kazama, è più grande di lui, Tsukamoto facendo una partita a calcio a 5 con Eiji e Kazama ha iniziato ad appassionarsi allo sport, in effetti Eiji è stato il primo a notare che Tsukamoto sa correre bene nel campo. Come giocatore non gestisce bene la fatica, Kazama associa questo problema al fatto che Eiji è un fumatore.
Nozomi Tsukamoto (柄本 のぞみ?, Tsukamoto Nozomi)
Doppiata da: Atsumi Tanezaki
È la madre di Tsukamoto, è vedova, per via della sua disabilità è obbligata a stare su una sedia a rotelle. Lei e il figlio sono molto uniti, col tempo diviene sempre più orgogliosa di Tsukamoto e dei successi calcistici che il figlio conquisterà da quando si unisce al club di calcio del suo liceo. Lavora come insegnante in un asilo.
Natsu Narukami (成神 夏?, Narukami Natsu)
È la sorella maggiore di Shuuji, hanno perso entrambi i genitori. Natsu è una sorella affettuosa, infatti è una ragazza gentile, lei e Tsukamoto si prendono subito in simpatia, in varie occasioni assiste alle partite del fratello, a quanto pare conosce molto bene i compagni di squadra di Shuuji.
Yuki Kazama (風間 有紀?, Kazama Yuki)
È la sorella minore di Jin, tuttavia dopo il divorzio dei loro genitori i due non vivono più insieme, infatti Yuki vive con la madre, tuttavia decide (seppur con un anno di ritardo) di trasferirsi a Tokyo una volta iniziate le scuole superiori. È molto diversa dal fratello, lei infatti è una ragazza con un temperamento decisamente trepidante.
Kiriko Ubakata (生方 桐子?, Ubakata Kiriko)
È la madre di Chikako, pur essendo una donna severa tiene molto a cuore la felicità e il benessere della figlia, ogni volta che lei e il marito sono insieme lei tende a parlare anticipandolo, infatti il marito di Kiriko non fa mai in tempo a pronunciare nemmeno una parola. Lavora esercitando come avvocato.
Mitsuru (聖也?, Mitsuru) e Seiya (理人?, Seiya)
Sono i fratelli maggiori di Takumi Hoshina, anche loro si dedicano al calcio, entrambi sono molto famosi nell'ambiente. Mitsuru che gioca nella J League, è severo con Takumi ma nonostante tutto desidera averlo al suo fianco come compagno nel professionismo, mentre Seiya gioca nella lega universitaria nella quale si è guadagnato il titolo di capocannoniere.

## Media

### Manga
Il manga, scritto e disegnato da Tsuyoshi Yasuda, ha iniziato la serializzazione sulla rivista Weekly Shōnen Magazine di Kōdansha il 24 aprile 2013. Il primo volume tankōbon è stato pubblicato il 17 luglio 2013 e al 17 maggio 2018 ne sono stati messi in vendita in tutto ventisette. In America del Nord i diritti sono stati acquistati da Kodansha Comics USA.

#### Volumi
| Nº | Data di prima pubblicazione                                   | Data di prima pubblicazione                                                 | Data di prima pubblicazione |
| Nº | Giapponese                                                    | Giapponese                                                                  |                             |
| -- | ------------------------------------------------------------- | --------------------------------------------------------------------------- | --------------------------- |
| 1  | 17 luglio 2013                                                | ISBN 978-4-06-384898-4                                                      |                             |
| 2  | 17 settembre 2013                                             | ISBN 978-4-06-394933-9                                                      |                             |
| 3  | 15 novembre 2013                                              | ISBN 978-4-06-394970-4                                                      |                             |
| 4  | 17 gennaio 2014                                               | ISBN 978-4-06-395001-4                                                      |                             |
| 5  | 17 marzo 2014                                                 | ISBN 978-4-06-395034-2                                                      |                             |
| 6  | 16 maggio 2014                                                | ISBN 978-4-06-395083-0                                                      |                             |
| 7  | 17 luglio 2014                                                | ISBN 978-4-06-395129-5                                                      |                             |
| 8  | 17 settembre 2014                                             | ISBN 978-4-06-395201-8                                                      |                             |
| 9  | 17 dicembre 2014                                              | ISBN 978-4-06-395267-4                                                      |                             |
| 10 | 17 febbraio 2015                                              | ISBN 978-4-06-395319-0                                                      |                             |
| 11 | 17 aprile 2015                                                | ISBN 978-4-06-395378-7                                                      |                             |
| 12 | 17 luglio 2015                                                | ISBN 978-4-06-395434-0                                                      |                             |
| 13 | 17 settembre 2015                                             | ISBN 978-4-06-395494-4                                                      |                             |
| 14 | 17 novembre 2015                                              | ISBN 978-4-06-395536-1                                                      |                             |
| 15 | 15 gennaio 2016                                               | ISBN 978-4-06-395583-5                                                      |                             |
| 16 | 15 aprile 2016                                                | ISBN 978-4-06-395649-8                                                      |                             |
| 17 | 17 giugno 2016                                                | ISBN 978-4-06-395691-7                                                      |                             |
| 18 | 17 agosto 2016 (ed. regolare & limitata)                      | ISBN 978-4-06-395733-4 (ed. regolare) ISBN 978-4-06-358837-8 (ed. limitata) |                             |
| 19 | 17 ottobre 2016                                               | ISBN 978-4-06-395780-8                                                      |                             |
| 20 | 17 gennaio 2017                                               | ISBN 978-4-06-395852-2                                                      |                             |
| 21 | 17 marzo 2017 (ed. regolare & limitata)                       | ISBN 978-4-06-395893-5 (ed. regolare) ISBN 978-4-06-397016-6 (ed. limitata) |                             |
| 22 | 17 maggio 2017 (ed. regolare) 15 maggio 2017 (ed. limitata)   | ISBN 978-4-06-395943-7 (ed. regolare) ISBN 978-4-06-397017-3 (ed. limitata) |                             |
| 23 | 17 agosto 2017 (ed. regolare & limitata)                      | ISBN 978-4-06-510115-5 (ed. regolare) ISBN 978-4-06-510204-6 (ed. limitata) |                             |
| 24 | 17 ottobre 2017 (ed. regolare) 13 ottobre 2017 (ed. limitata) | ISBN 978-4-06-510245-9 (ed. regolare) ISBN 978-4-06-510445-3 (ed. limitata) |                             |
| 25 | 15 dicembre 2017                                              | ISBN 978-4-06-510549-8                                                      |                             |
| 26 | 16 marzo 2018                                                 | ISBN 978-4-06-511074-4                                                      |                             |
| 27 | 17 maggio 2018 (ed. regolare & limitata)                      | ISBN 978-4-06-511414-8 (ed. regolare) ISBN 978-4-06-510692-1 (ed. limitata) |                             |

### Anime
Annunciato il 13 gennaio 2016 sul Weekly Shōnen Magazine, un adattamento anime di ventiquattro episodi, prodotto da MAPPA e diretto da Kōnosuke Uda, è andato in onda dal 2 luglio al 17 dicembre 2016. Le sigle di apertura e chiusura sono rispettivamente Wake We Up degli Howl Be Quiet ed Everlasting Days dei doppiatori Takuto Yoshinaga, Yoshitsugu Matsuoka, Daisuke Namikawa, Daisuke Ono e Mamoru Miyano. In Italia gli episodi sono stati trasmessi in streaming in simulcast da Dynit su VVVVID, mentre in altre parti del mondo i diritti sono stati acquistati da Crunchyroll. In Francia, invece, il simulcast è stato reso disponibile da Anime Digital Network. Due episodi OAV sono stati pubblicati in allegato all'edizione limitata dei volumi ventuno e ventidue del manga rispettivamente il 17 marzo e il 17 maggio 2017.

#### Episodi
| Nº | Titolo italiano Giapponese 「Kanji」 - Rōmaji | In onda           | In onda |
| Nº | Titolo italiano Giapponese 「Kanji」 - Rōmaji | Giapponese        |         |
| 1  | Così mi sembra di poter correre ovunque 「それだけで僕はどこまでも走れる気がするんだ」 - Sore dake de boku wa doko made mo hashireru ki ga surun da                            | 2 luglio 2016     |         |
| 2  | Voglio far parte di questo sogno 「夢の一員になりたい」 - Yume no ichiin ni naritai                                                                                            | 9 luglio 2016     |         |
| 3  | Giocare a calcio con te è uno sballo, razza di deficiente 「お前とサッカーするのはめちゃくちゃ楽しいぜバカ野郎」 - Omae to sakkā suru no wa mechakucha tanoshiize bakayarō     | 16 luglio 2016    |         |
| 4  | Voglio vivere a tutti i costi 「命かけて僕は生きたいんです」 - Inochi kakete boku wa ikitain desu                                                                              | 23 luglio 2016    |         |
| 5  | Per questo d'ora in poi io continuerò a correre, Kazama 「だから僕はこれからも走るよ風間くん」 - Dakara boku wa korekara mo hashiru yo Kazama-kun                              | 30 luglio 2016    |         |
| 6  | Correre per qualcuno, questo è il calcio a cui aspiro 「誰かのために走ります それが僕の目指すサッカーです」 - Dareka no tame ni hashirimasu: sore ga boku no mezasu sakkā desu | 6 agosto 2016     |         |
| 7  | Voglio poter ripagare il mio debito, almeno in parte 「せめて少しでも恩返しがしたい」 - Semete sukoshi demo ongaeshi ga shitai                                                 | 13 agosto 2016    |         |
| 8  | Se saprà adattarsi, diventerà un proiettile 「ハマればアイツは弾丸になる」 - Hamareba aitsu wa dangan ni naru                                                                  | 20 agosto 2016    |         |
| 9  | Ci penserò io a spingere il gioco dove arriva la tua voce 「お前の声が届くトコまですぐ押し上げてやる」 - Omae no koe ga todoku toko made sugu oshiagete yaru                   | 27 agosto 2016    |         |
| 10 | Non mi scoraggio per uno smacco del genere 「この程度の挫折ごときで俺は負けない」 - Kono teido no zasetsu gotoki de ore wa makenai                                             | 3 settembre 2016  |         |
| 11 | Per unire al domani questi giorni scintillanti 「この輝くような日々を明日に繋げるために」 - Kono kagayaku yōna hibi o ashita ni tsunageru tame ni                              | 10 settembre 2016 |         |
| 12 | Io non lascerò più indietro nessun altro 「もう誰にも下は向かせない」 - Mō dare ni mo shita wa mukasenai                                                                       | 17 settembre 2016 |         |
| 13 | Tu devi solo guardare avanti 「お前は前だけ見てればいい」 - Omae wa mae dake mitereba ii                                                                                       | 1º ottobre 2016   |         |
| 14 | Mi conquisterò il posto con tutte le mie forze 「全力で俺の椅子を奪いに来い」 - Zenryoku de ore no isu o ubai ni koi                                                           | 8 ottobre 2016    |         |
| 15 | Non posso più restare nel Seiseki 「きっとこれ以上聖蹟にいてはいけない」 - Kitto kore ijō Seiseki ni ite wa ikenai                                                             | 15 ottobre 2016   |         |
| 16 | Innumerevoli onde che si infrangono 「億千万と打ち寄せる波」 - Okusenman to uchiyoseru nami                                                                                    | 22 ottobre 2016   |         |
| 17 | Mi piace questa squadra 「俺はこのチームが好きっス」 - Ore wa kono chīmu ga suki ssu                                                                                           | 29 ottobre 2016   |         |
| 18 | Dimostramelo, Kimishita. Tu ne saresti capace, no? 「教えてくれよ君下 お前ならできるだろ？」 - Oshietekure yo Kimishita: omae nara dekiru daro?                                | 5 novembre 2016   |         |
| 19 | Seguitemi, la strada per i nazionali è tutta dritta 「ついて来い 全国まで一直線だ」 - Tsuite koi: zenkoku made icchokusen da                                                   | 12 novembre 2016  |         |
| 20 | Non sottovalutate il Seiseki! 「聖蹟をなめるなよ」 - Seiseki o nameru na yo | 19 novembre 2016  |         |
| 21 | Il calcio è proprio divertente 「面白ぇよな サッカーは」 - Omoshire yo na sakkā wa                                                                                             | 26 novembre 2016  |         |
| 22 | Adesso sono io il capitano del Seiseki 「今は俺が聖蹟のキャプテンだ」 - Ima wa ore ga Seiseki no kyaputen da                                                                   | 3 dicembre 2016   |         |
| 23 | Anch'io sono un membro del club di calcio del Seiseki 「僕だって、聖蹟サッカー部の一員なんだ」 - Boku datte, Seiseki sakkā-bu no ichiin nan da                                 | 10 dicembre 2016  |         |
| 24 | Voglio giocare ancora di più a calcio in questa squadra 「このチームでもっとサッカーがしたい」 - Kono chīmu de motto sakkā ga shitai                                           | 17 dicembre 2016  |         |

## Accoglienza
La serie è stata nominata come miglior manga shōnen al 39º Premio Kodansha per i manga e ha vinto il premio all'edizione successiva. Nel 2018, il manga ha raggiunto i 6.8 milioni di copie vendute.